# Maria Thornfeldt
Maria Catharina Thornfeldt, född 2 augusti 1859 i Maria Magdalena församling, Stockholm, död 11 augusti 1939 i S:t Görans församling, Stockholms stad, var en svensk balettdansare.
Hon var elev 1871–1876, figurant 1876–1880 och blev sekunddansös vid Operabaletten 1880.
Bland hennes framträdanden märks roller i Undina, i Melusina, i En dröm, i Coppelia, i Blomsterbalett, i Aufforderung zum Tanz, i Muntra fruarna och i Konung för en dag.